# Basquetebol do Légia Varsóvia
O Sekcja koszykówki Legii Warszawa, conhecido simplesmente por Légia Varsóvia, é o departamento de basquetebol do Légia Varsóvia, clube multi-esportivo localziado em Varsóvia, Polónia que atualmente disputa a Liga Polonesa (PLK). A partir da temporada 2014-15 a equipe assumiu personalidade jurídica com o nome Sekcja koszykówki Legii Warszawa, tendo Légia Varsóvia S.A. e a Associação Zieloni Kanonierzy. Manda seus jogos na Hala OSiR Bemowo com capacidade para 960 pessoas.

## Títulos

### Liga Polonesa (PLK)
- Campeão (8): 1956, 1957, 1960, 1961, 1963, 1966, 1969, 2025
- Finalista (1): 2022

### Copa da Polônia
- Campeão (3): 1968, 1970, 2024

### I Liga
- Campeão (1): 2017

## Histórico de temporadas
| Temporada | Nível | Liga    | Pos. | V/D   | PL       | Resultado           | Copa da Polônia   | Supercopa          | Competições europeias  |
| --------- | ----- | ------- | ---- | ----- | -------- | ------------------- | ----------------- | ------------------ | ---------------------- |
| 2012-13   | 3     | II Liga | 3    | 10-8  | 5-3      | FinalistaGrupo C    |                   |                    |                        |
| 2013-14   | 3     | II Liga | 1    | 19-3  | 6-2      | PromovidoCampeão GA |                   |                    |                        |
| 2014-15   | 2     | I Liga  | 4º   | 15-11 | 5-4      | Semifinalista       |                   |                    |                        |
| 2015-16   | 2     | I Liga  | 3º   | 21-9  | 8-4      | Finalista           |                   |                    |                        |
| 2016–17   | 2     | I Liga  | 1º   | 23-7  | 9-1      | PromovidoCampeão    |                   |                    |                        |
| 2017–18   | 1     | PLK     | 16º  | 5-27  |          |                     |                   |                    |                        |
| 2018–19   | 1     | PLK     | 8º   | 15-15 | 2-3      | Quartas de finais   | Quartas de finais |                    |                        |
| 2019–20   | 1     | PLK     | 14º  | 5-17  | COVID-19 | COVID-19            | Quartas de finais |                    |                        |
| 2020–21   | 1     | PLK     | 2º   | 21-9  | 3-4      | Semifinais          | Quartas de finais |                    |                        |
| 2021–22   | 1     | PLK     | 6º   | 17-13 | 7-4      | Finalista           |                   |                    | 4 Copa europeia QF     |
| 2022–23   | 1     | PLK     | 4º   | 20-10 | 4-3      | Semifinais          | Quartas de finais |                    | 3 Liga dos Campeões TR |
| 2023–24   | 1     | PLK     | 5º   | 19-11 | 1-3      | Quartas de finais   | Campeão           |                    | 3 Liga dos Campeões FC |
| 2023–24   | 1     | PLK     | 5º   | 19-11 | 1-3      | Quartas de finais   | Campeão           | 4 Copa europeia QF |                        |
| 2024–25   | 1     | PLK     | 4º   | 19-11 | 10-4     | Campeão             | Oitavas de finais | Semifinais         |                        |